# Ле Клер (Ајова)
Ле Клер (енгл. Le Claire) град је у америчкој савезној држави Ајова. По попису становништва из 2010. у њему је живело 3.765 становника.

## Демографија
Према попису становништва из 2010. у граду је живело 3.765 становника, што је 918 (32,2%) становника више него 2000. године.
| Група             | 2000.         | 2010.         |
| Белци             | 2.738 (96,2%) | 3.535 (93,9%) |
| Афроамериканци    | 6 (0,2%)      | 37 (1,0%)     |
| Азијати           | 12 (0,4%)     | 16 (0,4%)     |
| Хиспаноамериканци | 63 (2,2%)     | 113 (3,0%)    |
| Укупно            | 2.847         | 3.765         |